# Boden (Dornbirn)

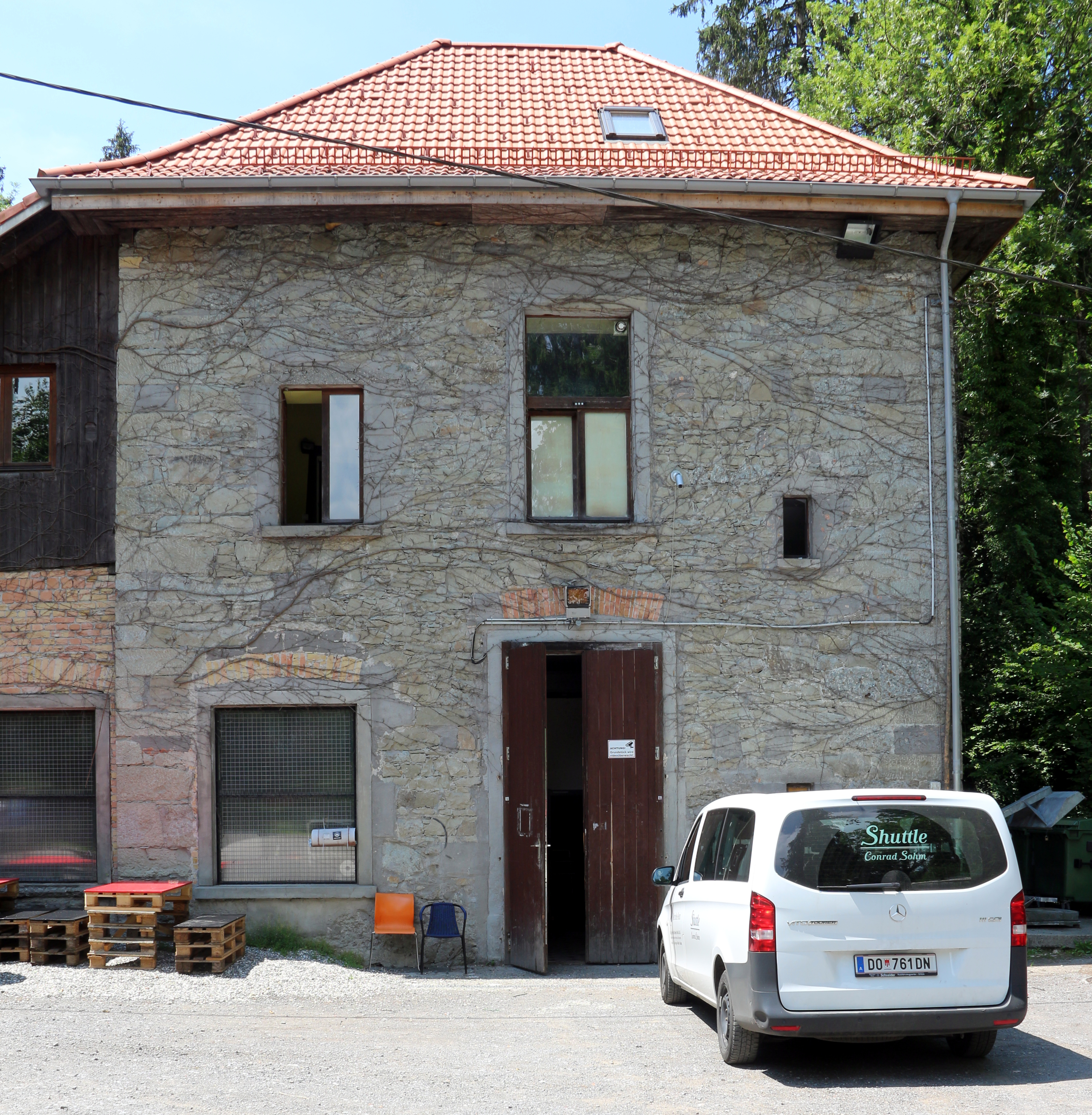
Rückseite des ehemaligen Fabriksgebäudes, in dem sich nun das Conrad Sohm befindet

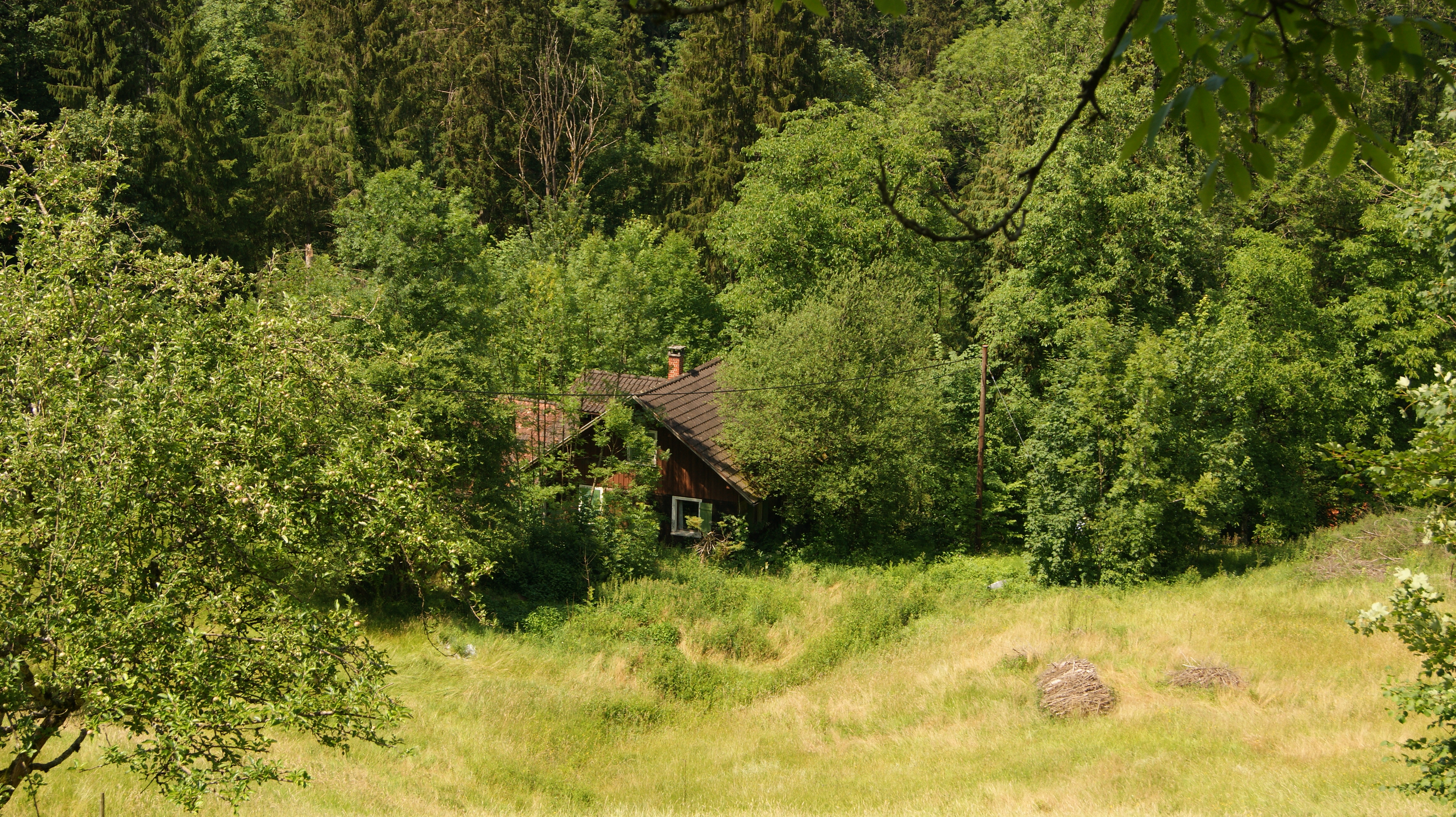
Der untere „Bodenhof“

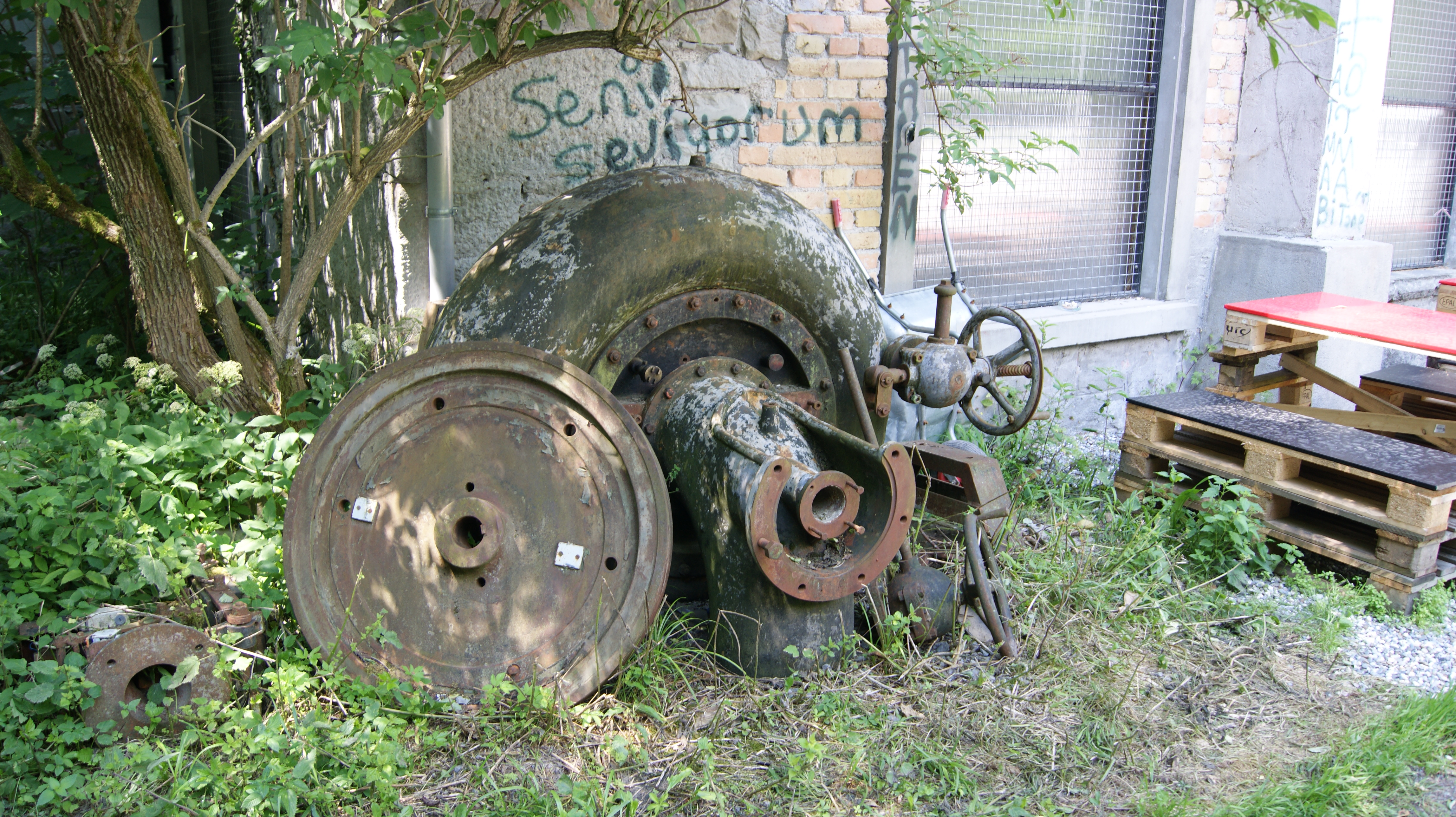
Alte Turbine aus dem ehemaligen Fabriksgebäude, das hier stand

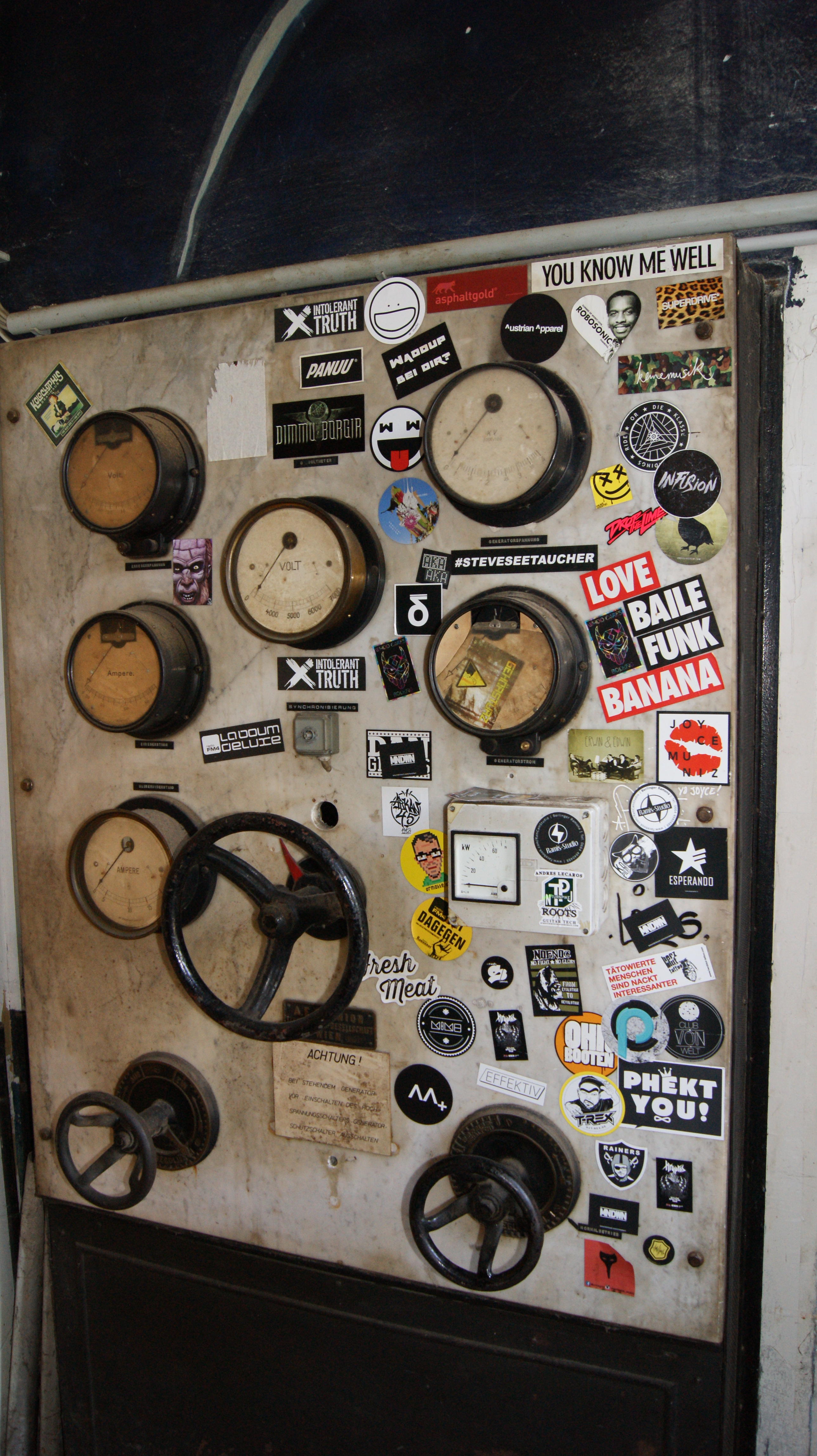
Teil der alten Schaltanlage für den ehemaligen Generator im Nachtclub Conrad Sohm

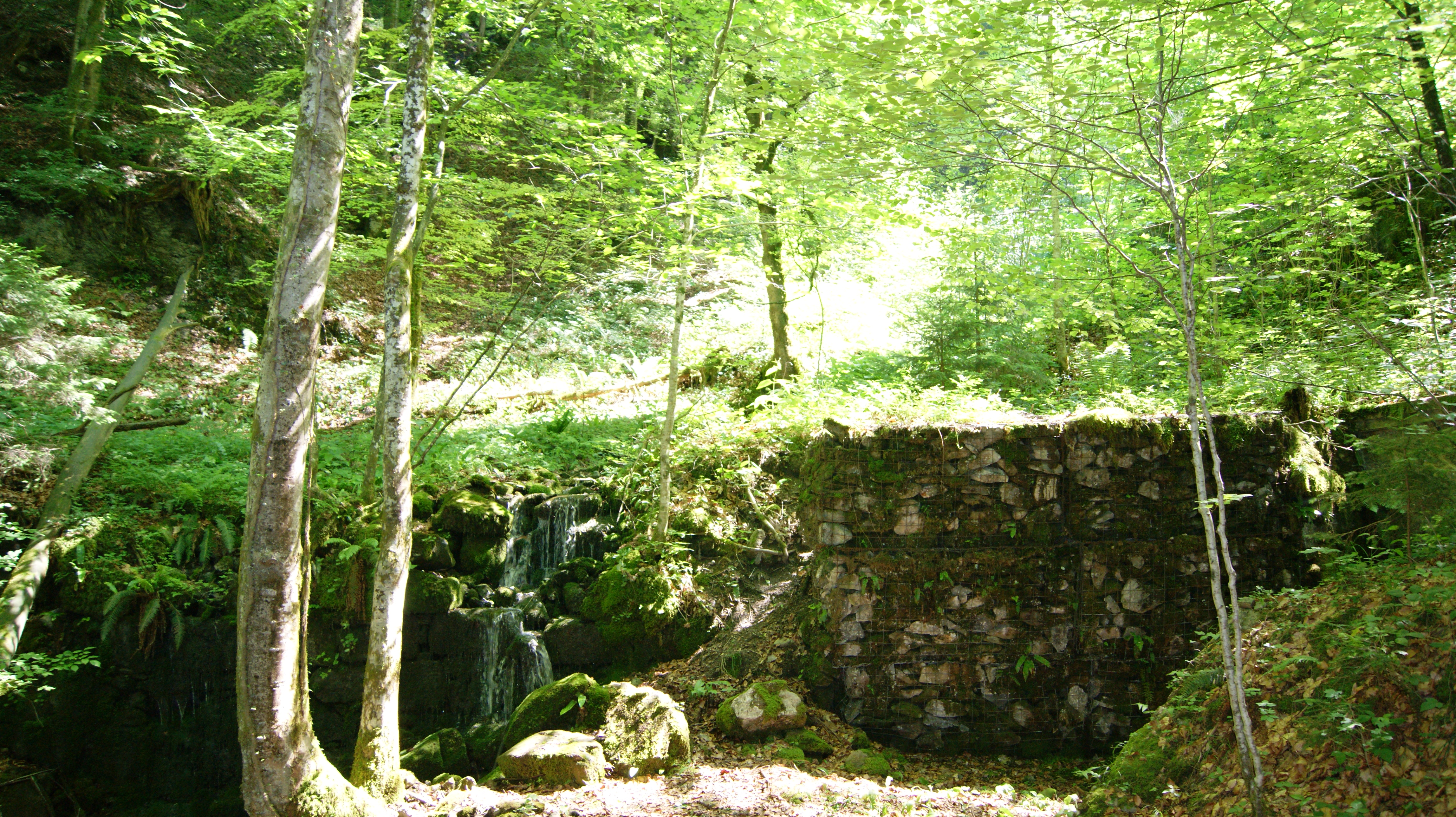
Ehemaliges Rückhaltebecken für die Fabriksanlage

Boden ist eine Parzelle in der österreichischen Stadt Dornbirn im Bundesland Vorarlberg.

## Geschichte

### Bis zur Industrialisierung
Die Parzelle Boden hatte ursprünglich nur landwirtschaftlich genutzte Flächen. Boden hatte mit dem Bürgle eine gemeinsame Viehweide. Es soll sich in der Nähe eine (Wetzstein)-Schleife befunden haben (siehe: Wetzsteinerzeugung (Dornbirn)) und teilweise auf der gegenüberliegenden Seite der Dornbirner Ach Gestein in geringem Umfang abgebaut worden sein.

### Errichtung eines Fabriksgebäudes
Mitte des 19. Jahrhunderts befand sich am nördlichen Ende der Parzelle eine kleine Werkzeugschleiferei. Dieses Gelände wurde von den Gebrüdern Johann und Martin Rüf 1865 erworben, die 1866 ein dreigeschoßiges Fabriksgebäude mit einem Dachgeschoß für eine Spinnerei errichteten. Nach dem Tod von Johann Rüf erwarb Josef Andre Winder das Gebäude, erweiterte es und stellte es fertig. 1873 wurde im Gebäude eine mechanische Weberei im Erdgeschoß eingerichtet und im Obergeschoß eine Spinnerei. 1882 wurde das Gebäude nochmals westseitig um einen Anbau (ein Saal mit etwa 260 m²) erweitert, zur Baumwollbearbeitung. 1886 wurde die Spinnerei in das Hauptwerk von Josef Andre Winder ins Eulental verlagert, in Boden verblieb die Weberei. 1902 brannte das Fabriksgebäude vollständig ab und wurde nicht wieder aufgebaut. Zum Schutz und Sicherung der Brandruine wurden die oberen gemauerten Geschoße abgetragen und der unterste Sock (Erdgeschoß) und der Saal mit einem Dach versehen. 1905 geriet das Unternehmen von Josef Andre Winder in Konkurs. Die Gebäudereste wurden 1907 aus dem Konkurs von den Rüsch-Werken übernommen, samt den darin befindlichen intakten Turbinen.

### Energieversorgung
Die Energieversorgung des Fabriksgebäudes wurde 1873 durch das Wasser aus dem Bodenbach und eine Dampfmaschine gedeckt. 1881 erwarb Josef Andre Winder weitere Wasserrechte an der Dornbirner Ach und konnte dadurch ab 1882 mit zwei Niederdruckturbinen den Energiebedarf der Fabrik gewährleisten. Die Wasserfassung befindet sich etwas oberhalb der Straßenbrücke über die Dornbirner Ach, die nach Ebnit führt (Plattenbrücke). Die Rohrleitung ist etwa 550 Meter lang und hat einen Durchmesser von 700 mm und konnte bei 600 Sekundenliter in den Turbinen etwa 85 PS (63 kW) an Energie umwandeln und an die Transmissionsanlage der Fabrik abgeben.
Diese Turbinen sind nach dem Brand des Fabriksgebäudes 1905 erhalten geblieben und wurden nur noch für den Antrieb von Schlossereimaschinen genutzt, als eine Schlosserei nach dem Brand hier eingerichtet wurde. Von den Rüsch-Werken wurden für die Energieversorgung ihres Betriebes in der Schmelzhütte diese Turbinen ab 1907 sodann weiter genutzt sowie wurden hier Turbinen-Testanlagen installiert. Mit der Adaptierung des noch vorhandenen Gebäudes als Nachtklub 1993 wurden die Turbine endgültig stillgelegt. Die Nutzwasserzu- und -ableitung ist noch vorhanden.

### Hangrutsch
In der Nacht vom 1. zum 2. Dezember kam es zu einem Hangrutsch, durch welchen der Parkplatz des Nachtlokals auf der Parzelle Boden, die Brücke und die Gütlestraße teilweise verlegt wurden. 91 Menschen waren für mehrere Stunden im Nachtlokal Conrad Sohm eingesperrt und konnten erst gegen 8:30 Uhr evakuiert werden. Etwa 50.000 m³ Erdreich, Steinen und abgerissenen Bäume befinden sich in Bewegung. Rund 80 Meter oberhalb der bestehenden Brücke wurde eine Notbrücke für ein halbes Jahr errichtet.

## Geografie und Verkehr
Boden liegt als Teil des Bezirks Hatlerdorf im Südosten des Dornbirner Siedlungsgebiets auf 400 m ü. A. bis etwa 530 m ü. A. Die Parzelle ist vom Stadtzentrum von Dornbirn etwa 2,7 km Luftlinie entfernt und hat in etwa eine rechteckige Form (ca. 200 Meter lang und 160 Meter breit).
Die Parzelle war und ist dünn besiedelt, es bestehen hier, neben dem Fabrikgebäude (heute: Nachtklub Conrad Sohm), lediglich zwei Bauernhöfe, von denen der untere Bodenhof nicht mehr bewohnt ist. Die westliche Seite der Parzelle Boden wird vom Bodenbach begrenzt, der früher zur Energiegewinnung für die hier befindliche Fabrik genutzt wurde. Boden liegt mit der nördlichen Seite an der Dornbirner Ach und Gütlestraße. Die Dornbirner Ach bildet die nördliche und nordöstliche Begrenzung der Parzelle Boden.
Die Linie 177 des Landbus Unterland (Dornbirn – Ebnit) bedient die an der Gütlestraße befindliche Haltestelle Boden.